# Зникнення Boeing 727 в Анголі
Зникнення Boeing 727 в Анголі — авіаційний інцидент, що стався 25 травня 2003 року. Авіалайнер Boeing 727-223 американської авіакомпанії American Airlines стояв в неробочому стані в аеропорті Куатро де Ферейро в Луанді (Ангола), коли на його борт без дозволу зайшли інженер та механік. Вони без дозволу з трудом злетіли, зробили декілька небезпечних маневрів і зникли назавжди. Ні уламки авіалайнера, ні людей так і не знайшли і обох викрадачів оголосили загиблими.